# Finale de la Copa Libertadores 2019
La finale de la Copa Libertadores 2019 est la 60e finale de la Copa Libertadores. Ce match de football a eu lieu le 23 novembre 2019 à l'Estadio Monumental de Lima, au Pérou.
La rencontre oppose le club brésilien de Flamengo au club argentin de River Plate, tenant du titre, et voit la victoire des premiers sur les seconds sur le score de deux buts à un. Ainsi, Flamengo remporte la compétition pour la deuxième fois de son histoire.

## Sélection de l'organisateur
Pour cette édition de la Copa Libertadores, la CONMEBOL décide d'innover en abandonnant le système de finale aller-retour (existant depuis la 1re édition en 1960) pour mettre en place une finale unique, à l'instar de la formule existant en Ligue des champions de l'UEFA. 
Initialement prévue au Stade national de Santiago, la finale est délocalisée à Lima par la CONMEBOL en raison du contexte social explosif au Chili. Le stade choisi est l'Estadio Monumental, enceinte pouvant accueillir un peu plus de 80 000 spectateurs.

## Stade
L'Estadio Monumental est le plus grand stade du Pérou et peut accueillir 80 093 spectateurs. Il est inauguré le 2 juillet 2000. 
C'est la quatrième fois que la ville de Lima abrite une finale de Copa Libertadores, après les éditions de 1971, 1972 et 1997 (toutes à l'Estadio Nacional) même si c'est la première fois que la finale de cette compétition se joue sur une seule manche.

## Parcours des équipes
Note : dans les résultats ci-dessous, le score du finaliste est toujours donné en premier.
| Rang | Équipe    | Pts | J | G | N | P | Bp | Bc | Diff |
| ---- | --------- | --- | - | - | - | - | -- | -- | ---- |
| 1    | Flamengo  | 10  | 6 | 3 | 1 | 2 | 11 | 5  | +6   |
| 2    | LDU Quito | 10  | 6 | 3 | 1 | 2 | 12 | 8  | +4   |
| 3    | Peñarol   | 10  | 6 | 3 | 1 | 2 | 7  | 5  | +2   |
| 4    | San José  | 4   | 6 | 1 | 1 | 4 | 7  | 19 | -12  |

| Rang | Équipe        | Pts | J | G | N | P | Bp | Bc | Diff |
| ---- | ------------- | --- | - | - | - | - | -- | -- | ---- |
| 1    | Internacional | 14  | 6 | 4 | 2 | 0 | 11 | 6  | +5   |
| 2    | River Plate   | 10  | 6 | 2 | 4 | 0 | 10 | 5  | +5   |
| 3    | Palestino     | 7   | 6 | 2 | 1 | 3 | 7  | 7  | 0    |
| 4    | Alianza Lima  | 1   | 6 | 0 | 1 | 5 | 2  | 12 | -10  |

## Match

### Résumé du match
Le match débute par un but de Rafael Santos Borré à la 15e minute pour River Plate qui contrôle globalement la 1re mi-temps, avec notamment une prestation remarquée de Enzo Pérez dans la récupération du ballon. Jorge Jesus, l'entraîneur portugais de Flamengo, fait son premier changement à la 65e minute en lançant Diego dont l'entrée change la physionomie du match : Flamengo devient plus agressif devant le but adverse et se voit récompensé en toute fin de match lorsque Gabriel Barbosa (« Gabigol ») marque un doublé (89e et 92e minutes) donnant la victoire au Flamengo. Il se fera d'ailleurs expulser à la 95e minute avec Exequiel Palacios de River Plate.
S'imposant deux buts à un, Flamengo remporte son deuxième titre après sa victoire en 1981 et se qualifie pour la Coupe du monde des clubs 2019. Quant à River Plate, il ne parvient pas à soulever son cinquième trophée, ratant même la passe de deux après sa victoire en 2018 sur son vieux rival de Boca Juniors (2-2 puis 3-1ap).

### Feuille de match
| Match 155                             | CR Flamengo       | 2 - 1   | River Plate | Estadio Monumental, Lima  |                           |
| 23 novembre 2019 15:00 (heure locale) | Gabriel 89e 90+2e | (0 - 1) | 14e Borré   | Arbitrage : Roberto Tobar | Arbitrage : Roberto Tobar |
| 23 novembre 2019 15:00 (heure locale) | Rapport           |         |             | Arbitrage : Roberto Tobar | Arbitrage : Roberto Tobar |

| CR Flamengo | River Plate |

| GK            | 1  | Diego Alves            |              |       |
| RB            | 18 | Rafinha                | 79e          |       |
| CB            | 3  | Rodrigo Caio           |              |       |
| CB            | 24 | Pablo Marí             | 54e          |       |
| LB            | 21 | Filipe Luís            |              |       |
| CM            | 5  | Willian Arão           |              | 85e   |
| CM            | 15 | Gerson                 |              | 65e   |
| RW            | 7  | Éverton Ribeiro        |              |       |
| AM            | 14 | Giorgian De Arrascaeta |              | 90+2e |
| LW            | 27 | Bruno Henrique         |              |       |
| CF            | 9  | Gabriel Barbosa        | 90+2e, 90+5e |       |
| Remplaçants : |    |                        |              |       |
| GK            | 12 | César                  |              |       |
| DF            | 2  | Rodinei                |              |       |
| DF            | 4  | Rhodolfo               |              |       |
| DF            | 6  | Renê                   |              |       |
| DF            | 26 | Thuler                 |              |       |
| MF            | 10 | Diego                  |              | 65e   |
| MF            | 13 | Vinícius               |              |       |
| MF            | 19 | Reinier                |              |       |
| MF            | 25 | Robert Piris           |              | 90+2e |
| FW            | 11 | Vitinho                |              | 85e   |
| FW            | 20 | Lincoln                |              |       |
| FW            | 28 | Orlando Berrío         |              |       |
| Entraîneur :  |    |                        |              |       |
| Jorge Jesus   |    |                        |              |       |

| GK               | 1  | Franco Armani          |       |     |
| RB               | 29 | Gonzalo Montiel        |       |     |
| CB               | 28 | Lucas Martínez Quarta  |       |     |
| CB               | 22 | Javier Pinola          |       |     |
| LB               | 20 | Milton Casco           | 29e   | 76e |
| DM               | 24 | Enzo Pérez             | 70e   |     |
| RM               | 26 | Ignacio Fernández      |       | 68e |
| CM               | 15 | Exequiel Palacios      | 90+5e |     |
| LM               | 11 | Nicolás De La Cruz     |       |     |
| CF               | 19 | Rafael Santos Borré    |       | 74e |
| CF               | 7  | Matías Suárez          | 45+1e |     |
| Remplaçants :    |    |                        |       |     |
| GK               | 14 | Germán Lux             |       |     |
| GK               | 25 | Enrique Bologna        |       |     |
| DF               | 2  | Robert Rojas           |       |     |
| DF               | 4  | Fabrizio Angileri      |       |     |
| DF               | 6  | Paulo Díaz             |       | 76e |
| MF               | 5  | Bruno Zuculini         |       |     |
| MF               | 10 | Juan Fernando Quintero |       |     |
| MF               | 21 | Cristian Ferreira      |       |     |
| MF               | 23 | Leonardo Ponzio        |       |     |
| FW               | 9  | Julián Álvarez         |       | 68e |
| FW               | 27 | Lucas Pratto           |       | 74e |
| FW               | 30 | Ignacio Scocco         |       |     |
| Entraîneur :     |    |                        |       |     |
| Marcelo Gallardo |    |                        |       |     |